# Amalteia (satélite)
Amalteia (FO 1943: Amaltéia) (em grego: Αμάλθεια) é uma lua do planeta Júpiter com cerca de 167 km de diâmetro e orbitando a uma distância média de 181 000 km do centro de Júpiter. Tem uma forma irregular e não possui qualquer tipo de atmosfera permanente. Foi observado mais em pormenor pelas sondas Voyager e mais recentemente pela sonda orbital Galileu. É a terceira lua mais próxima de Júpiter dentre as atuais 79 conhecidas.
Completa uma órbita em torno de Júpiter em cerca de 12h que é também o seu período de rotação. Amalteia é o corpo mais vermelho do sistema solar, facto que possivelmente está relacionado com depósitos de enxofre expelido pelos vulcões de Io. Parece libertar mais calor do que o recebido de Júpiter e do Sol, indicando que será uma fonte de calor, provavelmente devido à sua interacção com o forte campo magnético de Júpiter.
Foi descoberta a 9 de setembro de 1892 por Edward Barnard. Foi o primeiro satélite de Júpiter a ser descoberto desde 1610 quando Galileu Galilei descobriu os quatro satélites galileanos (Io, Europa, Ganímedes e Calisto). Foi também, o último satélite a ser detectado por observação visual directa.
Amalteia o terceiro satélite de Júpiter em ordem de distância, e o membro principal do Grupo Amalteia. Foi descoberto em 9 de setembro de 1892 pelo astrônomo E. E. Barnard desde o observatório Lick da Universidade de Califórnia. O nome provém de Amalteia, uma ninfa da mitologia grega. que cuidou de Zeus durante sua infância ou, em outra versão, a uma cabra que o amamentou.
Amalteia descreve uma órbita quase circular muito próxima a Júpiter, e faz parte do anel de Amalteia, constituído principalmente por material da sua própria superfície. Desde a superfície de Amalteia, Júpiter abrangeria uma grande fração do céu, sendo umas 92 vezes maior que a Lua vista desde a Terra.
Tem uma forma irregular, é de cor avermelhada, e provavelmente é formado por gelo d'água, com uma quantidade desconhecida de outros materiais. A sua superfície está cheia de crateras e de montanhas enormes.

## Descoberta
Edward Emerson Barnard descobriu o satélite Amalteia em 9 de setembro de 1892 usando o telescópio refrator de 36 polegadas (91 cm) do observatório Lick em Califórnia. Amalteia tem a particularidade de ser a última lua descoberta visualmente através de um telescópio, pois todas as seguintes descobertas de satélites foram realizadas através de sondas espaciais ou de fotografias. Amalteia foi o primeiro satélite de Júpiter descoberto depois que, em 1610, Galileu Galilei descobrisse os quatro satélites galileanos, e por isso recebe também o nome de Júpiter V, segundo a numeração romana.
O nome do satélite provém da mitologia grega, concretamente da ama-de-leite Amalteia, que amamentou o infante Zeus (o equivalente grego de Júpiter) com leite de cabra. O nome foi proposto pelo astrônomo francês Camille Flammarion. A UAI não incorporou oficialmente o nome "Amalteia" até 1975, embora várias décadas antes já fosse usado de maneira informal entre os astrônomos.

## Órbita
Amalteia orbita a uma distância de Júpiter de 181 000 km (2,54 vezes o raio de Júpiter). A sua órbita possui uma excentricidade de 0,003, e a sua inclinação orbital é de 0,37° respeito do equador de Júpiter. Estes valores tão elevados são estranhos em luas interiores, mas explicam-se pela influência de Io, o satélite galileano mais próximo a Júpiter. Este satélite perturbou no passado os valores da inclinação e excentricidade da órbita de Amalteia, devido à ressonância orbital entre eles (dois corpos em ressonância orbital possuem períodos orbitais cuja razão é uma fração de números simples).
A órbita de Amalteia fica na beira do Anel de Amalteia, o qual está composto do próprio material expulso pelo satélite.

## Características físicas

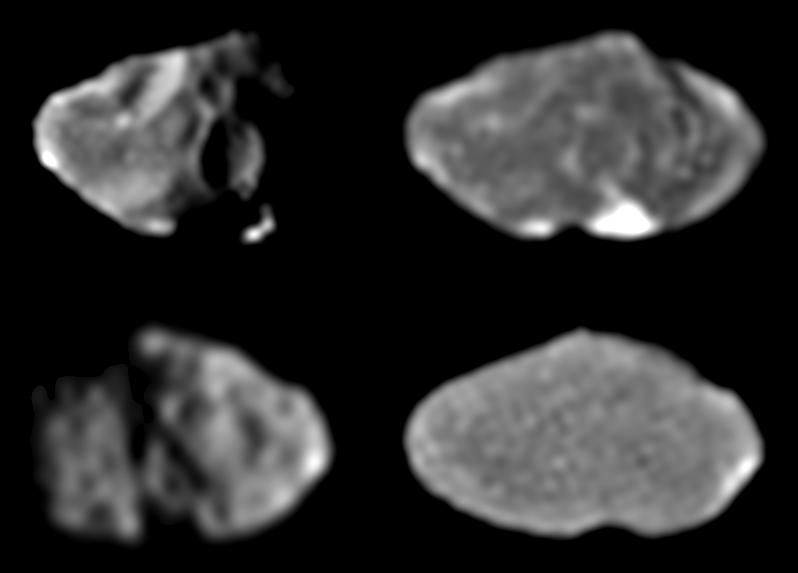
Imagens tomadas pela sonda espacial Galileu, nas quais se pode observar a forma irregular de Amalteia.

Amalteia é o objeto celeste mais avermelhado do Sistema Solar, ainda mais que Marte. Esta cor é devido a partículas de enxofre e outros materiais provenientes do satélite Io. Às vezes, nos principais desníveis do satélite, aparecem pontos brilhantes de luz verde, ainda que a origem destes lampejos seja incerta. A superfície de Amalteia é ligeiramente mais brilhante que as do resto de satélites interiores de Júpiter. Há uma importante assimetria entre ambos hemisférios, um deles é cerca de 1,3 vezes mais brilhante que o outro. Esta assimetria poderia ser devida à alta frequência e velocidade dos impactos de objetos externos neste segundo hemisfério, os quais ocultam o material brilhante da superfície, normalmente gelo, no interior do satélite. Amalteia tem uma figura irregular, com dimensões de 250x146x128 km, e com o eixo maior apontando sempre para Júpiter; ou seja, que o satélite se encontra num estado de rotação síncrona. A sua superfície está cheia de crateras, algumas de um tamanho gigantesco comparado com o tamanho da lua: Pan, a cratera mais extensa, mede 100 km de diâmetro e tem 8 quilômetros de profundidade. A segunda cratera em extensão, Gaeia, tem um diâmetro de 80 quilômetros, e é provavelmente o dobro de profundo que Pan. Amalteia também se caracteriza pelas suas altas e numerosas montanhas, com duas delas, Mons Lyctas e Mons Ida, atingindo os 20 quilômetros de altura.
O grande tamanho e a forma irregular de Amalteia, levou à conclusão de que se tratava de um corpo forte e muito rígido, pois se alegou que um corpo composto majoritariamente de gelo ou outros materiais similares formaria uma esfera, devido à ação da sua própria gravidade. Contudo, em 5 de novembro de 2002, a sonda espacial Galileu transitou a 160 km sobre a superfície do satélite, e obteve imagens detalhadas da mesma. Para além disso, mediante a deflexão da sua órbita conseguiu medir a massa desta lua (o volume já fora calculado antes mediante uma minuciosa análise de todas as imagens existentes). Assim, a densidade pôde ser calculada, sendo de 0,86 g/cm3, uma cifra muito mais baixa da esperada, sendo a sua densidade menor que a da água, pelo qual devia ser, quer um corpo de gelo, quer um corpo rochoso com abundantes poros, ou provavelmente, uma mistura de ambos. Medições mais recentes desde o telescópio Subaru indicam que está composta de gelo, e demonstram que não se pôde ter formado na posição atual, pois o calor de Júpiter derretê-la-ia. Portanto, o mais provável é que se haja formado muito longe do planeta, ou que se trate de um corpo capturado pelo Sistema Solar.
Amalteia raia mais calor do qual recebe do Sol, provavelmente devido à influência do fluxo de calor dos planetas jovianos (Júpiter, Saturno, Neptuno, e Urano) (<9 K), a luz solar refletida de Júpiter (<5 K), e o bombardeamento de partículas carregadas (<2 K). Este é um rasgo em comum com Io, embora por razões bem diferentes.

## Relação com os anéis de Júpiter

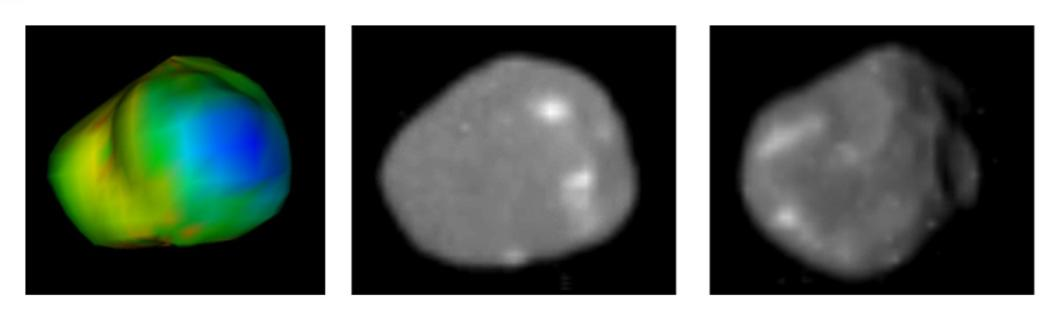
A imagem da esquerda mostra as diferentes velocidades de escape. A zona azulada representa a velocidade de escape mais baixa, 1 m/s. As imagens foram realizadas pelas sondas Voyager e Galileu.

Devido à sua superfície irregular e à sua baixa densidade, a velocidade de escape nos pontos mais próximos e afastados de Júpiter apenas atinge 1 m/s, pelo qual qualquer impacto de um meteorito, por pequeno que for, expulsará poeira do satélite para o exterior; esta poeira forma o anel de Amalteia.

Júpiter visto pela sonda espacial Voyager 1.

Durante a sua estadia sobre Amalteia, o escâner da sonda espacial Galileu detectou nove lampejos estranhos, os quais resultaram ser satélites muito diminutos e muito próximos da órbita de Amalteia. Ao serem avistados somente duma única perspectiva, as distâncias reais são impossíveis de calcular. O comprimento destes diminutos satélites pode variar desde um cascalho miúdo até uma rocha do tamanho de um estádio de futebol. As origens destes objetos são desconhecidas, poderiam ser corpos capturados pela gravidade do planeta, mas também poderiam ser restos de impactos de meteoros sobre a superfície de Amalteia. A sonda espacial, na sua seguinte passagem pela lua, detectou muitos destes pequenos satélites, e ao estar esta vez no lado contrário, pôde concluir-se que estas partículas formam um anel que fica muito perto da órbita de Amalteia.

## Vistas desde Amalteia

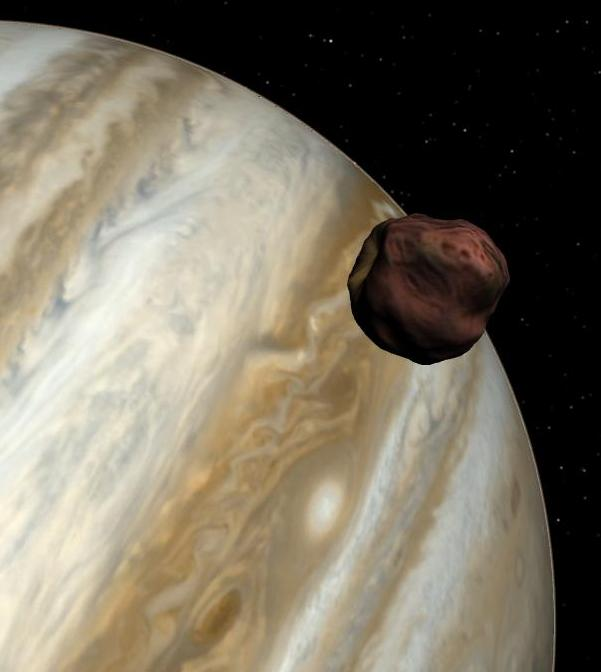
Simulação por computador de Amalteia orbitando em redor de Júpiter, visto a uma distância de 1000 km desde a superfície de Amalteia

Desde a superfície de Júpiter (ou sobre a sua atmosfera), Amalteia ver-se-ia muito brilhante, com uma magnitude de -4,7, similar ao brilho de Vênus visto desde a Terra. Somente abrangeria 5 minutos de arco no céu, o seu disco começa a discernir-se, tomando uma aparência similar à duma estrela. O período orbital de Amalteia é aproximadamente cerca de 20% mais longo que o de Júpiter, o que significa que percorreria o céu do planeta muito devagar. A lua permaneceria sobre a abóbada celeste de Júpiter um tempo de 29 horas.
Desde a superfície de Amalteia, Júpiter teria um tamanho descomunal: abrangeria 46 graus no céu, sendo aproximadamente 92 vezes maior que a Lua cheia vista desde a Terra. Devido a que Amalteia possui rotação síncrona com Júpiter, se nos situarmos no satélite olhando para Júpiter pareceria que este não se movimentava, e do outro lado do satélite, nunca se chegaria a ver. O Sol desapareceria detrás de Júpiter durante hora e meia por cada revolução (o curto período de rotação de Amalteia somente permitiria seis horas de luz solar). Júpiter seria cerca de 900 vezes mais brilhante que a Lua cheia, e a sua luz propagar-se-ia sobre uma área 8500 vezes maior.

## Exploração
Em 1979 e 1980, as sondas espaciais Voyager 1 e Voyager 2 tomaram as primeiras imagens da superfície de Amalteia. Também mediram o espectro visível e infravermelho e calcularam a temperatura superficial da lua. Mais tarde, a sonda espacial Galileu completou as imagens da superfície, e permitiu conhecer a composição e estrutura interna da lua.

## Traços geológicos
A superfície de Amalteia tem a peculiaridade de ser muito acidentada. Existem quatro importantes traços geológicos em Amalteia com nome próprio, duas crateras e duas fáculas (pontos brilhantes), os quais pensa-se que se tratam de montanhas.
| Acidente       | Origem do nome                       |
| -------------- | ------------------------------------ |
| Pan, cratera   | Pan, deus grego                      |
| Gaeia, cratera | Gaia, deusa grega                    |
| Mons Lyctas    | Monte Lyctos, montanha grega sagrada |
| Mons Ida       | Monte Ida, montanha grega sagrada    |

## Amalteia na ficção
Amalteia é o lugar de vários contos de ficção científica:
- Jupiter V (1951) é um conto de Arthur C. Clarke que ocorre em Amalteia. Relata o que passaria se um astronauta se lançasse desde a sua superfície.
- They Shall Have Stars (1956) é a primeira história da série Cities in Flight escrita por James Blish. Na história estabelece-se um centro de operações remoto em Jupiter V.
- The Way to Amalthea é um conto de ficção científica de Arkadi e Boris Strugatsky, escrito em 1959.
- Nos primeiros rascunhos do romance 2001: A Space Odyssey, um monólito de grandes dimensões fica sobre a superfície de Amalteia (segundo Arthur C. Clarke no romance The Lost Worlds of 2001, 1972.)
- No videojogo Sol-Deace, a linha defensiva mais potente do vilão do jogo fica em Amalteia.
- Na série Venus Prime de Paul Preuss, nos dois últimos romances (a quinta: The diamond moon, e a sexta: The shining ones) trata-se o tema da exploração de Amalteia.